# محمد علي المدني
الشيخ محمد علي بن حسن بن محمد علي المدني (1310 هـ - 1364 هـ). هو رجل دين شيعي بحراني كان من القيادات المهمة للطائفة الشيعية في البحرين إذ أنه مؤسس ديوان الأوقاف الجعفرية في البحرين بمعية رفيقه وأستاذه عدنان الموسوي.

## ولادته ونشأته
كانت ولادته في سنة 1310 هـ (الموافق 1892 م)، وذلك بمدينة مسقط العُمانية إلا أنه نشأ في قرية البلاد القديم البحرانية، وقام والده بتعليمه القرآن والقراءة والكتابة، كما تعلم شيئاً من النحو. أخذ بمساعدة أبيه في شؤون عمله، وامتهن في صباه مهنة الخياطة، ولما رجع عدنان الموسوي من النجف بداية سنة 1328 هـ؛ التحق به لدراسة العلوم الحوزوية علي يديه، غير أن الموسوي عزم على الرحيل مرة أخرى إلى النجف، فصحبه ومكث معه هناك قرابة الست سنوات، وحضر فيها بعض أبحاث علماء الشيعة الكبار، حتى حصل على إجازة اجتهاد من عبد الكريم الزنجاني.(1)

## عودته إلى البحرين
عاد إلى البحرين بصحبة أستاذه الموسوي عام 1335 هـ (الموافق عام 1916 م)، وأسّسا معاً ديوان الأوقاف الجعفرية، وانتقل معه إلى قرية جد حفص وهو في العقد الثالث من عمره، وبعد وفاة أستاذه سنة 1348 هـ تولى المناصب الدينية في جد حفص وما جاورها من مناطق من إمامة الجمعة والجماعة، وغيرها.
أخذت الظروف السياسية تزداد سوءاً قبل تولي المدني لمنصب أستاذه في 22 ديسمبر / كانون الأول 1929 م، وهي السنوات التي صار فيها التدخل المباشر في شأن البحرين من قبل بريطانيا العظمى، والذي أدّى إلى التحول الإداري والسياسي ودخول البحرين في عهد استعماري، وذلك بتطبيق قانون المستعمرات البريطاني بدلاً من اتفاقية الحماية البريطانية. وقد عين المدني قاضياً لشؤون القرى، وعين عبد الله آل طعان قاضياً لشؤون المنامة إشغلاً لمنصب القضاء بعد وفاة عدنان الموسوي أواخر عام 1929 م، غير أن المدني لم يستلم منصبه الرسمي بسبب خلافه مع المستشار البريطاني تشارلز بلكريف حول ظروف تعيينه وتحديد صلاحيات منصبه القضائي، فاختص بالعمل الديني والاجتماعي لأهل القرى.
كانت إدارة الأوقاف (ديوان الأوقاف الجعفرية) بيد المدني لكن التطوير الإداري الذي جاء به المستشار البريطاني بلگريف، ورغبته في أن يتولى وجهاء الطائفة الشيعية في العاصمة إدارة الأوقاف لتكون لها دائرة رسمية تحت إشرافه. فأوعز إلى بعض رجال الطائفة الشيعية بالمنامة أن يتصلوا بالمدني ويبلغوه عن فكرته تلك، فرفض المدني رفضاً قاطعاً، ثم توجه إليه بعض التجار واجتمعوا معه في حسينية الطويل بجد حفص، فرفض التنازل عن رئاسة الأوقاف رفضاً باتاً. وكان ديوان الأوقاف الجعفرية يقع في بيت مستأجر بفريق الحطب في المنامة، وقد تم الاستيلاء على الديوان وفتح بابه بالقوة من دون رضا المدني، وأتوا بمحاسبين هنود لجرد الحسابات والأموال، وتم تحويل ديوان الأوقاف الجعفرية إلى دائرة الأوقاف الجعفرية وتم تعيين أحمد العلوي رئيساً للدائرة، ثم أسست دائرة الأوقاف السنية، وأنشئ لهما مبنى حديث بالحي التجاري في المنامة، وانتهت حينئذ ولاية رجال الدين المبتشرة على الأوقاف الجعفرية، وصار مجلس إدارتها من الأعيان والموظفين الشيعة.
وفي فترة التطوير الإداري والاقتصادي والثقافي والقضائي اتسمت بعض البرامج الاقتصادية والثقافية بمخالفتها للشريعة الإسلامية كإنشاء البنوك الربوية ودور السينما، وقد عارض المدني والكثير من رجال الدين آنذاك ذلك، ووقعوا عرائض الاحتجاج على فتح دور السينما.

## تلامذته
تفرغ لتدريس العلوم الحوزوية، فالتحق به عدد من طلبة الحوزة، ومنهم:
| - عبد الحسن آل طفل. - محمد صالح بن عدنان الموسوي. - أحمد بن أحمد آل حرز. | - سعيد المساعد. - مهدي زين الدين. - أحمد آل زينه. |

## وفاته
ساءت صحته عام 1944 م فاضطر للسفر إلى مومباي لتلقي العلاج، وقد تحسنت صحته بعد عودته إلى البحرين، ولكنه تعلل بالحمى في أواخر ثلاث أيام من حياته، وتوفي في العشرين من جمادى الآخرة 1364 هـ بمنزله الواقع بعين الدار في جد حفص، ودفن بمقبرة الإمام في جد حفص، وتحديداً في الغرفة التي بها دفن أحمد آل حرز وابنه سليمان آل حرز.

## مؤلفاته وآثاره
له أبحاث في الفقه والعقائد، وله حواش على بعض الكتب الفقهية والنحوية، منها حاشية على كتاب معالم الأصول لحسن بن زين الدين الجبعي العاملي. وله رسالة بعنوان أجوبة مسائل الشيخ أحمد بن سرحان، وقصة هذه الرسالة كما حكاه صاحب كتاب غاية المرام أن أحد أحمد بن رستم - أحد وجهاء قرية الديه - قد تقابل مع رجل الدين أحمد ابن سرحان في بندر لنگه، وقال له أنَّ «البحرين الآن لا يوجد بها إلا خطباء ولا يوجد علماء»، وحرر عدة مسائل وأعطاها للمذكور وأوصاه بإيصال التحدي، فلمّا رجع المذكور إلى البحرين قدم المسائل إلى المدني لكونه من معارفه، فانبرى للإجابة عليها والفراغ منها في عام 1358 هـ / 1939 م في رسالة حملت عنوان أجوبة مسائل الشيخ أحمد ابن سرحان.

## الهوامش
- 1 - حرر عبد الكريم الزنجاني إجازة اجتهاد لعدنان الموسوي ومحمد علي المدني بتاريخ 8 ربيع الأول 1334 هـ يقول فيها: ”فكان ممن جد وبذل الجهد في تحصيله“، ويستمر بقوله: ”السيد عدنان بن السيد علوي آل عبد الجبار الموسوي البحراني، وزميله العالم الفاضل الذكي التقي الشيخ محمد علي بن الحاج حسن المدني البحراني“.[2]

## وصلات خارجية
- مكتبة المدني للمعلومات